# Robby Meul
Robby Meul (* 4. September 1981 in Sint-Niklaas) ist ein belgischer Radrennfahrer.
Robby Meul wurde 2003 Dritter bei der U23-Version von Paris–Roubaix. 2004 erhielt er einen Vertrag beim belgischen Continental Team Jartazi. In seinem ersten Jahr dort wurde er Dritter beim Vlaamse Havenpijl. In der Saison 2006 wurde er 21. beim Classic Haribo, Fünfter bei der Omloop der Kempen und er gewann das Eintagesrennen Internatie Reningstelt. In seiner letzten Saison bei einem internationalen Radsportteam, 2007, fuhr Meul für das britische Professional Continental Team DFL-Cyclingnews-Litespeed, konnte jedoch keine vorderen Platzierungen mehr erzielen.

## Erfolge
2006
- Internatie Reningstelt

## Teams
- 2004 Jartazi Granville
- 2005 Jartazi Granville
- 2006 Jartazi-7Mobile
- 2007 DFL-Cyclingnews-Litespeed